# Cacahoatán (kommun)
Cacahoatán är en kommun i Mexiko.   Den ligger i delstaten Chiapas, i den sydöstra delen av landet, 900 km sydost om huvudstaden Mexico City. Antalet invånare är 16 572. Arean är 174 kvadratkilometer.
Terrängen i Cacahoatán är kuperad åt sydväst, men åt nordost är den bergig.
Följande samhällen finns i Cacahoatán:
- Cacahoatán
- Benito Juárez
- El Carmen
- El Platanar
- El Progreso
- Bellavista
- Toquián y las Nubes
- Toquián las Nubes
- Santa María la Vega
- Miramar
- Azteca
- Benito Juárez el Plan
- Benito Juárez Montecristo
- Fracción Azteca
- Tecoytac
- Platanillo
- Puente Colorado
- Camambé
- Tojbach
- El Manguito
- La Soledad
- San Miguel
- Santa Lucía
- Rancho Quemado
- Rosales
- La Boquilla
- Tochamán